# 西留辺蘂駅
西留辺蘂駅（にしるべしべえき）は、北海道北見市留辺蘂町旭334-1にある北海道旅客鉄道（JR北海道）石北本線の駅である。快速「きたみ」は通過する。駅番号はA55。

## 歴史
北海道留辺蘂高等学校への通学に利用する、という地元の要望で設置された請願駅である。開業以来普通列車のみの停車であり、特急列車に準じた停車駅である特別快速「大雪」はもちろん、遠軽駅以遠が実質各駅停車となる快速「きたみ」も通過する。また、2025年（令和7年）からは普通列車にも通過列車が設定されている（年表項も参照）。

### 年表
- 2000年（平成12年）4月1日：開業[1][4]。旅客のみ取扱い。
- 2016年（平成28年）3月26日：金華駅旅客営業廃止に伴い、金華駅始終着の列車の旅客扱いを当駅までに短縮。
- 2025年（令和7年）3月15日：同日のダイヤ改正で石北本線の輸送体系が見直され、上り始発普通列車が当駅を通過するようになる[3][JR北 1][注釈 1]。

### 駅名の由来
留辺蘂駅の西方にあることから。

## 駅構造
1面1線の単式ホームの地上駅。待合室あり。自動券売機設置なし。北見駅管理の無人駅である。
交換設備や信号機がない単線の停留所であり、列車の折り返しが不可能な構造のため、当駅止まりの列車は客を降ろした後金華信号場まで回送され、折り返し回送で当駅始発列車となる。

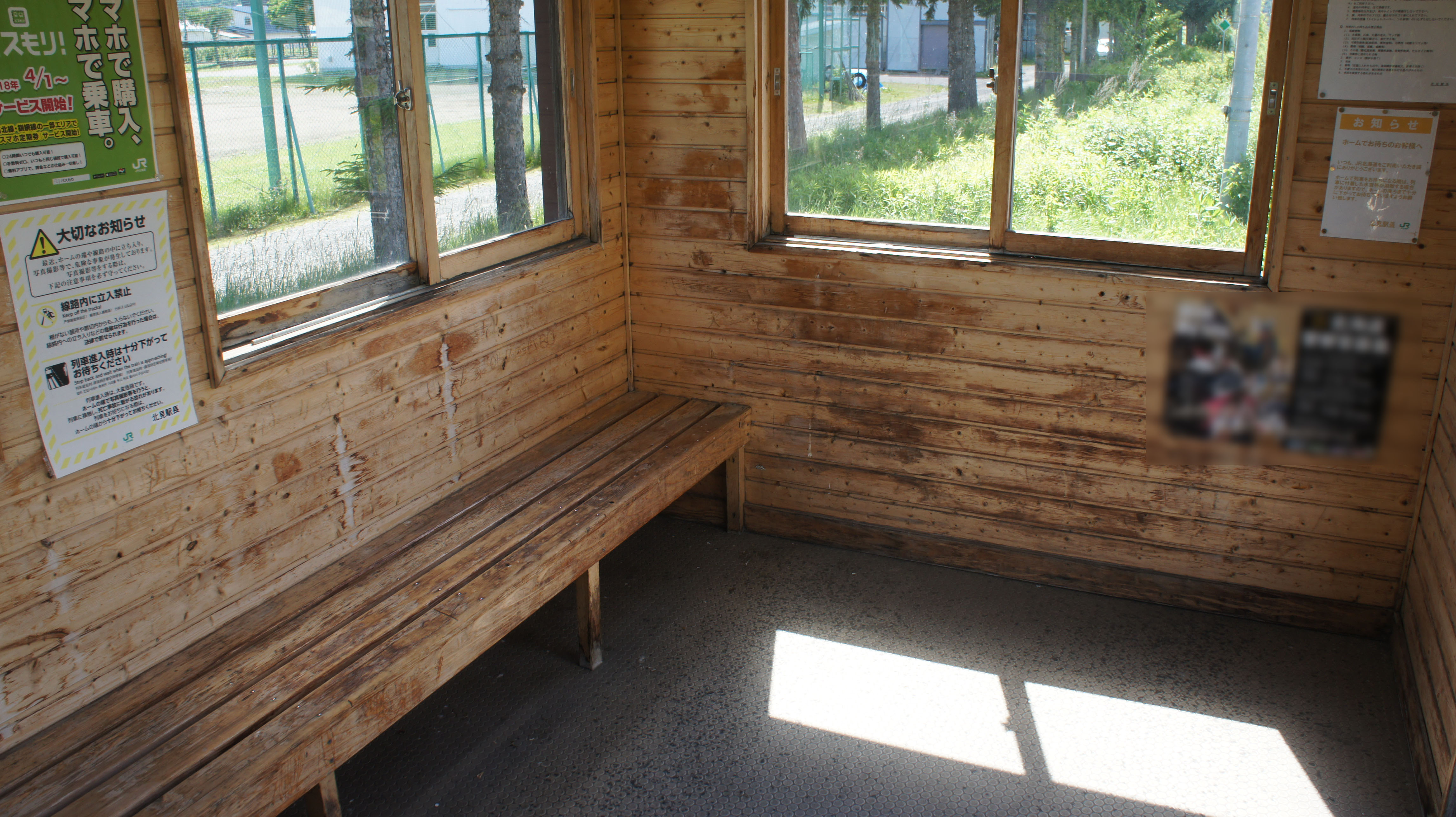
待合室（2018年7月）
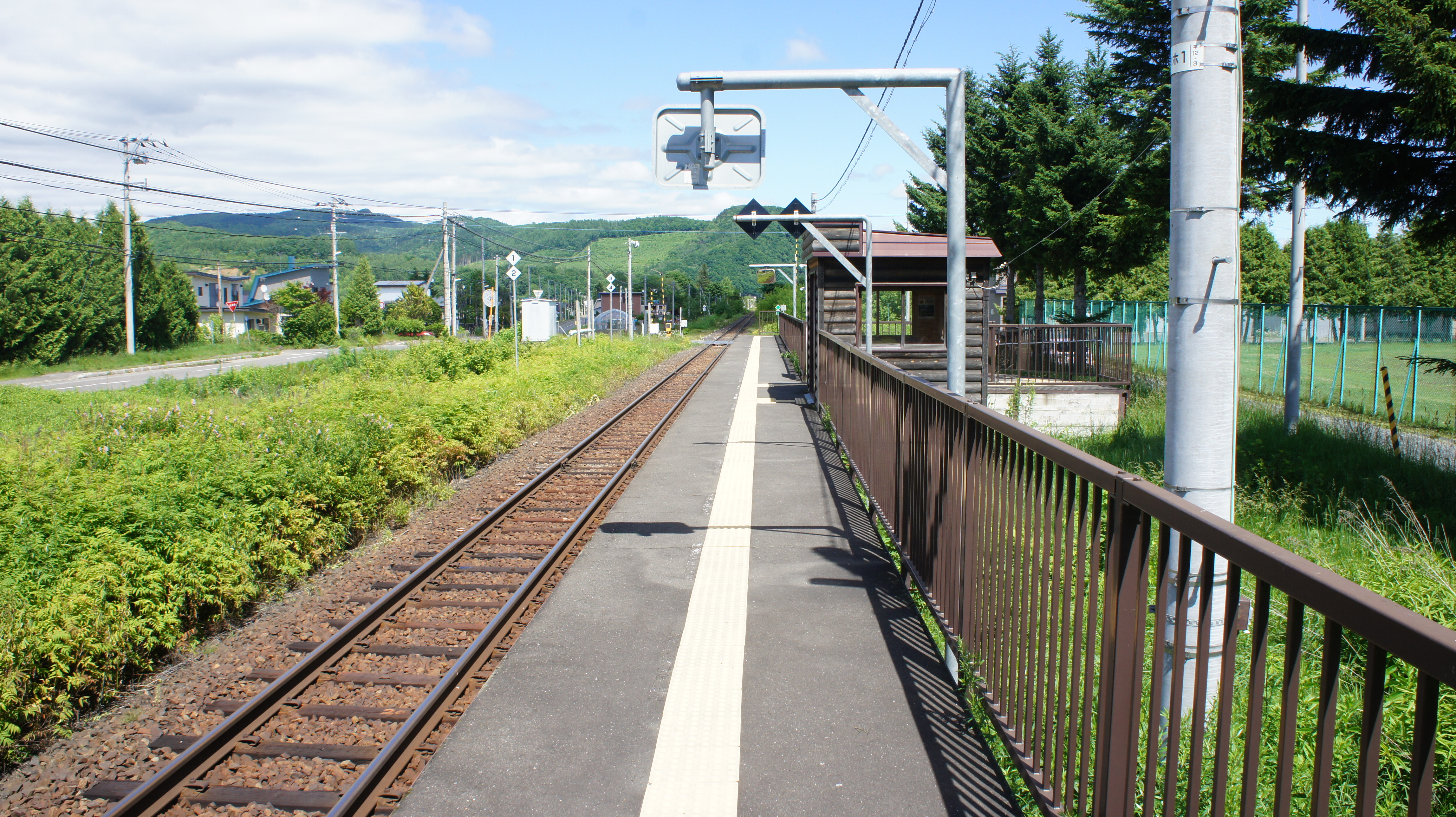
ホーム（2018年7月）
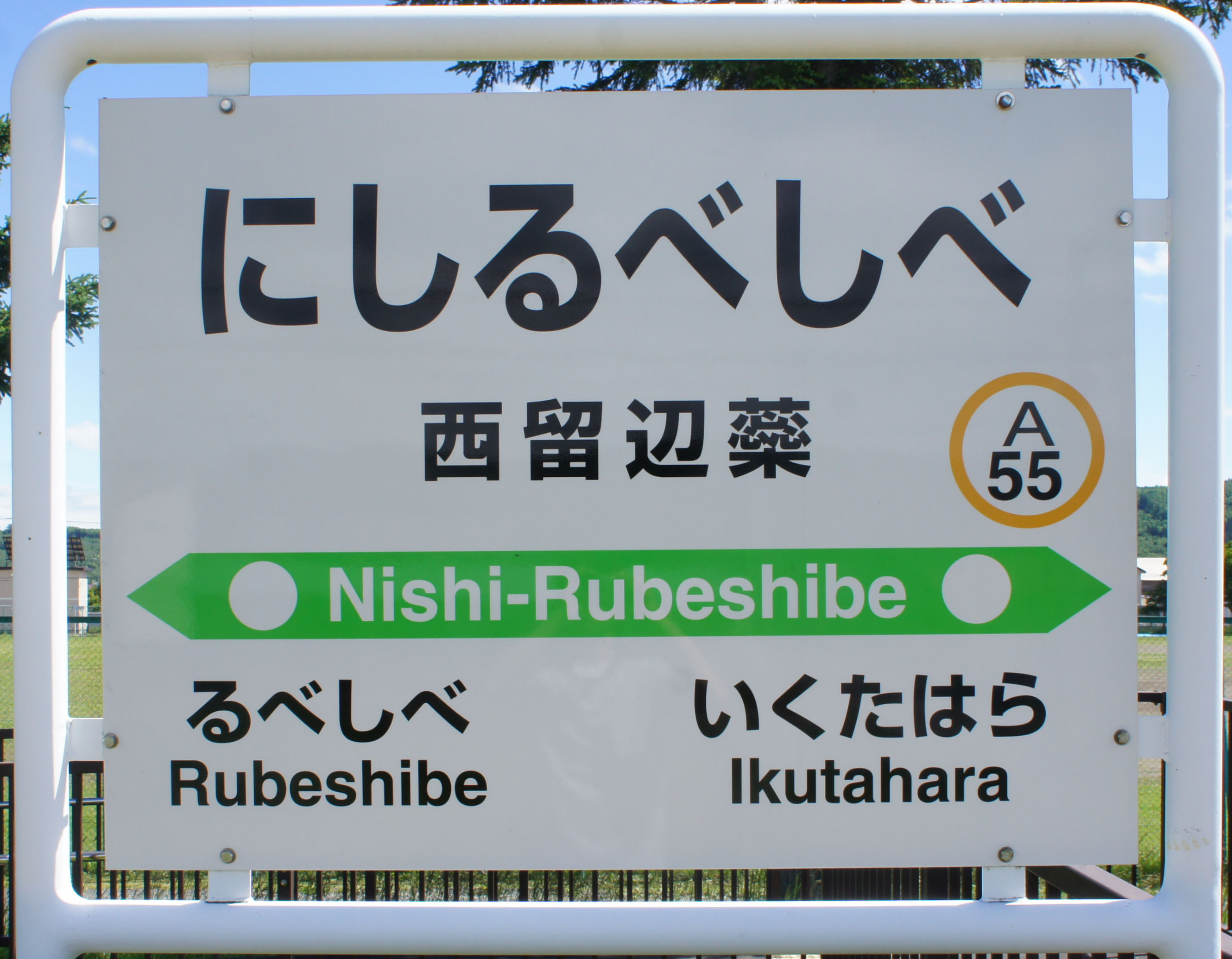
駅名標（2018年7月）

## 利用状況
乗車人員の推移は以下のとおり。年間の値のみ判明している年については、当該年度の日数で除した値を括弧書きで1日平均欄に示す。乗降人員のみが判明している場合は、1/2した値を括弧書きで記した。
また、「JR調査」については、当該の年度を最終年とする過去5年間の各調査日における平均である。
| 年度               | 乗車人員 | 乗車人員 | 乗車人員 | 出典       | 備考 |
| 年度               | 年間     | 1日平均  | JR調査   | 出典       | 備考 |
| ------------------ | -------- | -------- | -------- | ---------- | ---- |
| 2016年（平成28年） |          |          | 85.8     | [ JR北 2 ] |      |
| 2017年（平成29年） |          |          | 79.8     | [ JR北 3 ] |      |
| 2018年（平成30年） |          |          | 77.4     | [ JR北 4 ] |      |
| 2019年（令和元年） |          |          | 74.2     | [ JR北 5 ] |      |
| 2020年（令和02年） |          |          | 69.4     | [ JR北 6 ] |      |
| 2021年（令和03年） |          |          | 58.6     | [ JR北 7 ] |      |
| 2022年（令和04年） |          |          | 48.8     | [ JR北 8 ] |      |
| 2023年（令和05年） |          |          | 39.2     | [ JR北 9 ] |      |

## 駅周辺
留辺蘂市街にある駅。学校や住宅がある。
- 北海道道307号留辺蘂停車場線
- 留辺蘂栄町簡易郵便局
- 北見市立留辺蘂小学校
- 北見市立留辺蘂中学校
- 北海道留辺蘂高等学校
- 北海道北見バス「旭1号線」停留所[6]
- 留辺蘂市街地コミュニティバス白花豆号「西留辺蘂駅」停留所[7]

## 隣の駅
北海道旅客鉄道（JR北海道）
■石北本線

■普通（上り始発列車のみ当駅通過）
生田原駅 (A53) - *（常紋信号場） - （金華信号場） - 西留辺蘂駅 (A55) - 留辺蘂駅 (A56)
*打消線は廃止信号場